# Adler (Sternbild)

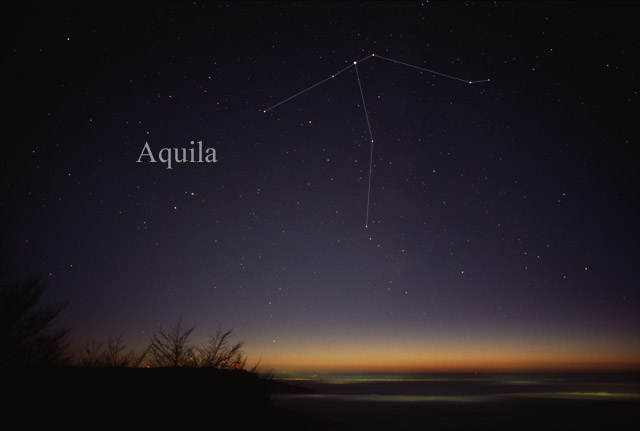
Das Sternbild Adler, wie man es an Herbstabenden im Südwesten sieht

Der Adler (lateinisch aquila, griechisch ἀετός aetós) ist ein markantes Sternbild des nördlichen Sommer- und Herbsthimmels. Er gehört zu den 48 Sternbildern der antiken griechischen Astronomie, die bereits von Claudius Ptolemäus beschrieben wurden.

## Beschreibung
Der Adler gehört mit Schwan und Leier zu den markantesten Sommersternbildern. Durch den auffallend hellen Hauptstern Altair (α Aquilae), den südlichen Eckpunkt des ausgedehnten Sommerdreieckes, kann er leicht am Sommer- und Herbsthimmel gefunden werden. Oberhalb und unterhalb von Altair liegen die hellen Sterne Tarazed (γ Aquilae) und Alschain (β Aquilae). Die drei Sterne bilden den Kopf des Adlers, wie er nach Nordosten fliegt, dem Schwan entgegen. Die übrigen Sterne sollen die ausgebreiteten Schwingen des Vogels darstellen.
Das Band der Milchstraße zieht – vom Sternbild Schwan kommend – durch den Adler hindurch und weiter zum Schützen, wo sich das Zentrum unserer Galaxis befindet. Wenn man mit dem Fernglas durch die Sternbilder streift, erkennt man in der Milchstraße interessante Strukturen: äußerst sternreiche, aber auch dunkle Gebiete, 3–4 helle Gasnebel und mehrere Sternhaufen.

## Geschichte
Der Hauptstern Altair (auch Atair) wurde bereits von den Sumerern und Babyloniern der Adlerstern genannt. Der südliche Teil des Adlers war bis ins frühe 19. Jahrhundert auch als Antinous bekannt. Antinous war ein Liebhaber des Hadrian, dessen legendenhafte Selbstopferung im Nil für seinen Imperator durch dieses Sternbild gewürdigt wurde. Antinous wurde damit dem Ganymed gleichgesetzt. Die untere Abbildung stammt von 1782 aus Johann Elert Bodes Atlas Vorstellung der Gestirne und zeigt das Sternbild, wie es in den antiken Quellen beschrieben wird.

## Mythologie
Zur mythologischen Herkunft des Namens gibt es mehrere Deutungen.
Zum einen soll der Adler aus der Sage um Herakles stammen. Prometheus, der den Menschen gegen den Willen der Götter das Feuer gebracht hatte, war zur Strafe von Zeus im Kaukasus-Gebirge an einen Fels gekettet worden. Jeden Tag erschien ein Adler und fraß von der Leber des Unglücklichen, die bis zum nächsten Tag wieder vollständig nachwuchs. Als Herakles Prometheus fand, befreite er ihn von den Ketten und schoss den Adler mit einem Pfeil ab.
Einer anderen Deutung nach handelt es sich um den Adler, der die Blitze des Zeus trug, und den Jüngling Ganymed (dargestellt durch das Sternbild Wassermann) in den Olymp entführte, um dort als Mundschenk zu dienen.
Einer weiteren Deutung nach handelt es sich bei den Sternbildern des Sommerdreiecks (Adler, fallender Geier (Leier) und Schwan) um die Stymphalischen Vögel.

## Himmelsobjekte

### Sterne
Siehe auch Liste von Sternen im Sternbild Adler
| B   | F  | Namen o. andere Bezeichnungen | Größe (mag) | Lj    | Spektralklasse         |
| --- | -- | ----------------------------- | ----------- | ----- | ---------------------- |
| α   | 53 | Altair (Atair)                | 0,76        | 16,7  | A7 Vn                  |
| γ   | 50 | Tarazed                       | 2,72        | 390   | K3 II                  |
| ζ   | 17 | Deneb el Okab Australis       | 2,99        | 83    | A0 IV–Vnn              |
| θ   | 65 | Theta Aquilae                 | 3,22        | 290   | B9,5 III               |
| δ   | 30 | Delta Aquilae                 | 3,36        | 51    | F0 IV + K(?)           |
| λ   | 16 | Lambda Aquilae                | 3,43        | 124   | B9 Vn                  |
| β   | 60 | Alschain                      | 3,71        | 44,7  | G9,5 IV + M3           |
| η   | 55 | Eta Aquilae                   | 3,80        | 1.400 | F6 Iab + B9,8 V        |
| ε   | 13 | Deneb el Okab Borealis        | 4,02        | 150   | K1 III                 |
| i   | 12 |                               | 4,02        | 144   | K1 III                 |
| l   | 71 |                               | 4,33        | 340   | G7,5 III               |
| ι   | 41 | Iota Aquilae                  | 4,36        | 400   | B5 III                 |
| μ   | 38 | My Aquilae                    | 4,45        | 108   | K3 III                 |
| ξ   | 59 | Xi Aquilae                    | 4,71        | 180   | G9,5 III               |
| ν   | 32 | Ny Aquilae                    | 4,72        | 3.000 | F2 Ib                  |
| 400 | 70 |                               | 4,88        | 1.300 | K4 III                 |
| 400 | 69 |                               | 4,90        | 200   | K1–2 III               |
| κ   | 39 | Kappa Aquilae                 | 4,96        | 1.700 | B0,5 IIIn              |
| f   | 26 |                               | 4,99        | 150   | G8–K0 IV               |
| 400 | 4  |                               | 5,01        | 470   | B9 V                   |
| e   | 36 |                               | 5,03        | 530   | K5 III                 |
| 400 | 18 | Y                             | 5,09 (var)  | 700   | B8 III                 |
| ο   | 54 | Omicron Aquilae               | 5,10        | 63    | F8 V                   |
| 400 | 37 |                               | 5,12        | 460   | G8,5 III               |
| 400 | 23 |                               | 5,15        | 370   | K1 II–III              |
| 400 | 21 | V1288                         | 5,15 (var)  | 700   | B7 III                 |
| b   | 31 |                               | 5,16        | 49,5  | G7 IV                  |
| σ   | 44 | Sigma Aquilae                 | 5,17        | 800   | B3 V                   |
| 400 | 19 |                               | 5,23        | 150   | F0 III–IV              |
| 400 | 57 |                               | 5,26        | 500   | B7 Vn + B8 V           |
| 400 | 11 |                               | 5,26        | 158   | F8 V                   |
| φ   | 61 | Phi Aquilae                   | 5,28        | 220   | A1 IV                  |
| ω1  | 25 | Omega Aquilae                 | 5,28        | 410   | F8 V                   |
| 400 |    | HR 7794                       | 5,30        | 250   | G8 III–IV              |
| χ   | 47 | Chi Aquilae                   | 5,31        | 850   | G2 Ib + B5,5           |
| 400 | 20 |                               | 5,34        | 1.000 | B2–3 II                |
| 400 |    | FF                            | 5,38        | 1.300 | F6 Ib                  |
| h   | 15 |                               | 5,39        | 290   | K0–1 III               |
| 400 | 51 |                               | 5,39        | 91    | F5 V                   |
| g   | 14 |                               | 5,42        | 500   | B9 IV                  |
| d   | 27 |                               | 5,45        | 440   | B9 III                 |
| 400 | 66 |                               | 5,47        | 700   | K4 III                 |
| τ   | 63 | Tau Aquilae                   | 5,51        | 460   | K0 III                 |
| A   | 28 | V1208                         | 5,52        | 340   | F0 III + G5            |
| 400 | 22 |                               | 5,57        | 540   | A1 V                   |
| 400 |    | 62 Serpentis                  | 5,57        | 280   | G9 III                 |
| 400 |    | HR 7300                       | 5,57        | 700   | G8 II–III              |
| 400 |    | V1291                         | 5,62 (var)  | 260   | F0 VpSrCrEu            |
| 400 | 58 |                               | 5,63        | 370   | B9 IV                  |
| 400 |    | HR 7307                       | 5,63        | 400   | B9,5 V                 |
| 400 | 45 |                               | 5,64        | 350   | A2 V                   |
| 400 |    | 14 Sagittae                   | 5,66        | 600   | B9pHgMn                |
| 400 | 5  |                               | 5,68        | 350   | kA3hA5VmA6 + kA4hF0VmF |
| 400 | 42 |                               | 5,68        | 105   | F3 IV–V                |
| 400 | 62 |                               | 5,68        | 420   | K3 III                 |
| π   | 52 |                               | 5,74        | 500   | G8 III + A2 V          |
| 400 |    | HR 7389                       | 5,75        | 180   | F6 III                 |
| c   | 35 | V1431                         | 5,78 (var)  | 200   | A0 IVp                 |
| υ   | 49 |                               | 5,91        | 170   | A3 IV                  |
| ψ   | 48 |                               | 6,24        | 1.000 | B9 III–IV              |

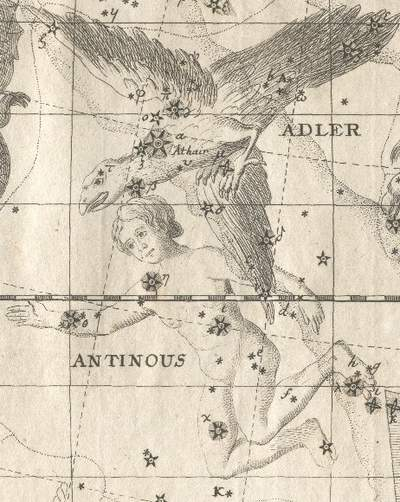
Stich des Sternbildes Adler

Der Hauptstern des Adlers heißt Altair (α Aquilae). Altair ist ein Weißer Hauptreihenzwerg mit einer scheinbaren Helligkeit von 0,76 und gehört dem Spektraltyp A7n und der Leuchtkraftklasse V an. Er ist nicht nur der hellste, sondern mit 16,7 Lichtjahren Entfernung auch der sonnennächste aller Sterne im Sternbild Adler. Anhand der Oberflächentemperatur von 7.800 K sowie dem 1,7-fachen Sonnendurchmesser lässt sich seine Leuchtkraft auf die 11-fache Sonnenleuchtkraft berechnen. Altair dreht sich in nur wenigen Stunden um die eigene Achse, weshalb der Sternglobus eine deutliche Abplattung aufweist.
Der zweithellste Stern im Adler, Tarazed (γ Aquilae), zählt zu den hellen Riesensternen. Dementsprechend hat sich der Stern auf den etwa 100-fachen Sonnendurchmesser aufgebläht. Seine Masse liegt beim Fünf- bis Sechsfachen der Sonne. Tarazed besitzt die Spektralklasse K3 und befindet sich 390 Lichtjahre von uns entfernt.
Alschain (β Aquilae) ist ein Unterriese vom Spektraltyp G9,5. Der Stern besitzt die 1,4-fache Masse und den dreifachen Durchmesser der Sonne sowie eine Oberflächentemperatur von 5.200 K. Er bildet mit einem Roten Zwerg ein Doppelsternsystem. Die Entfernung zur Sonne beträgt 44,7 Lichtjahre. Der arabische Name „Alschain“ bedeutet „Wanderfalke“.
Im Jahr 1992 rückte ρ Aquilae aufgrund seiner Eigenbewegung vom Adler in das Nachbarsternbild Delphin. Umgekehrt liegen 14 Sagittae und 62 Serpentis entgegen deren Flamsteed-Bezeichnungen, die auf die Sternbilder Pfeil bzw. Schlange verweisen, im Adler. Dies begründet sich aber durch Kompromisse bei der Einführung der modernen Sternbildgrenzen und nicht durch die Eigenbewegung der Sterne.
Exotische Objekte im Adler sind beispielsweise der gelbe Hyperriese IRC+10420, die Röntgendoppelsterne SS 433 und GRS 1915+105, der Doppelpulsar PSR J1915+1606 und die Gammaquelle SGR 1900+14.

### Doppelsterne
| System     | Größen               | Abstand       |
| ---------- | -------------------- | ------------- |
| β          | 3,7m / 11,9m         | 13,4″         |
| ζ          | 3,0m / 12,0m / 11,8m | 7,2″ / 161,3″ |
| π          | 6,3m / 6,8m          | 1,5″          |
| χ          | 5,4m / 6,6m          | 0,4″          |
| h          | 5,4m / 6,8m          | 39,7″         |
| 5          | 5,9m / 7,5m          | 12,7″         |
| 18         | 5,4m / 6,4m          | 0,3″          |
| 23         | 5,3m / 8,3m          | 3,2″          |
| 28         | 5,5m / 9,0m          | 60,2″         |
| 57         | 5,7m / 6,4m          | 35,9″         |
| Gliese 752 | 10,6m / 17,3m        | 75,8″         |

Alschain (β Aquilae) wird von einem roten Zwergstern umkreist. Dieser befindet sich in 13,4″ Distanz zum Hauptstern. Er ist nur in größeren Amateurteleskopen zu beobachten, da er ansonsten vom vielfach helleren Hauptstern überstrahlt wird.
Die Einzelsterne von π Aquilae liegen 1,5″ auseinander. Aufgrund ihrer fast gleichen scheinbaren Helligkeiten eignet sich dieser Doppelstern gut als Testobjekt für ein kleines Amateurfernrohr oder -teleskop. Ein Refraktor mit 10 cm Öffnung trennt ihn bei ca. 180-facher Vergrößerung. Bei Verwendung eines Reflektors empfiehlt sich eine etwas größere Öffnung und höhere Vergrößerung.
18 Aquilae (Y Aquilae) ist ein Sternsystem in etwa 700 Lichtjahren Entfernung, das eine Umlaufperiode von 205 Jahren aufweist. Mit einem Abstand von 0,3″ sind die Komponenten für eine Trennung in einem Amateurteleskop zu eng beisammen. Eine der beiden Komponenten ist ein bedeckungsveränderlicher Stern mit einer Periode von 1,302 Tagen. Somit ist 18 Aquilae ein Dreifachsystem.
Gliese 752 ist mit 18,7 Lichtjahren Entfernung ein relativ sonnennahes Sternsystem. Es besteht aus zwei Roten Zwergen, die einen physischen Doppelstern bilden. Dies sind Gliese 752 A mit 10,6m und Gliese 752 B – besser bekannt als Van Biesbroeck 10 (VB 10) – mit nur 17,3m. VB 10 gehört dem Spektraltyp M8 an und besitzt nur 0,08 Sonnenmassen. Er zählte lange Zeit zu den masseärmsten, kühlsten und leuchtschwächsten bekannten Sternen. Im Jahr 2009 wurde die Entdeckung eines Planeten um VB 10 bekannt gegeben, was aber im Jahr darauf widerlegt wurde. Gliese 752 A und VB 10 liegen 75,8″ auseinander. Um VB 10 visuell sehen zu können, benötigt man ein großes Teleskop mit 50 cm Öffnung.
Spektroskopische Doppelsterne im Adler sind (in Klammer die Umlaufperiode): δ Aquilae (3,42 Jahre), ε Aquilae (3,48 Jahre), θ Aquilae (17,122 Tage), σ Aquilae (1,95 Tage), φ Aquilae (3,32 Tage), f Aquilae (266,5 Tage), l Aquilae (205,2 Tage), 18 Aquilae (1,302 Tage) und 14 Sagittae (61,54 Tage). Bei δ Aquilae lässt sich der Begleiter auch durch periodische Störungen in der Eigenbewegung nachweisen. δ Aquilae ist somit nicht nur ein spektroskopischer, sondern zugleich auch ein astrometrischer Doppelstern. In zwei Einzelsterne kann er aber auch mit großen Teleskopen nicht getrennt werden, weshalb er nicht unter die visuellen Doppelsterne fällt.

### Veränderliche Sterne
| Stern | Größe              | Periode    | Typ                            |
| ----- | ------------------ | ---------- | ------------------------------ |
| α     | Amplitude = 0,004m | 0,063 Tage | δ-Scuti-Stern                  |
| σ     | 5,2m bis 5,4m      | 1,95 Tage  | β-Lyrae-Stern                  |
| η     | 3,5m bis 4,3m      | 7,18 Tage  | klassische Cepheiden           |
| c     | Amplitude = 0,04m  | 0,021 Tage | δ-Scuti-Stern                  |
| 7     | Amplitude = 0,02m  | 0,049 Tage | δ-Scuti-Stern                  |
| 8     | Amplitude = 0,03m  | 0,081 Tage | δ-Scuti-Stern                  |
| 10    | 5,8m bis 6,0m      | 6,05 Tage  | α2-Canum-Venaticorum-Stern     |
| 18    | 5,0m bis 5,1m      | 1,30 Tage  | bedeckungsveränderlicher Stern |
| 21    | 5,1m bis 5,2m      |            | α2-Canum-Venaticorum-Stern     |
| R     | 5,3m bis 12m       | 270 Tage   | Mirastern                      |
| FF    | 5,2m bis 5,8m      | 4,47 Tage  | klassische Cepheiden           |

Der Hauptstern Altair ist schwach veränderlich. Im Jahr 2005 wurde er als δ-Scuti-Stern identifiziert. Seine scheinbare Helligkeit variiert mit einer Hauptperiode von 1,54 Stunden sowie mehreren Nebenperioden mit einer Amplitude von 0,004m.
σ Aquilae ist ein 800 Lichtjahre entfernter bedeckungsveränderlicher Stern. Alle 1,95 Tage zieht ein lichtschwächerer Stern vor dem hellen Hauptstern vorbei, was zu einem leichten Abfall der Helligkeit führt.
η Aquilae ist ein pulsationsveränderlicher Stern vom Typ der Cepheiden. Seine Helligkeit verändert sich regelmäßig mit einer Periode von 7 Tagen, 4 Stunden und 15 Minuten zwischen 3,5m und 4,3m.
R Aquilae ist ein veränderlicher Stern vom Mira-Typ in 700 Lichtjahren Entfernung. Der Stern ändert während eines Zeitraumes von etwa 270 Tagen seine Helligkeit. Die Pulsationsperiode hat sich in den letzten hundert Jahren erheblich verringert. Anfang des 20. Jahrhunderts betrug sie noch 350 Tage. Im Maximum ist der Stern 5,3m hell und kann gerade noch mit bloßem Auge wahrgenommen werden. Im Minimum erreicht er nur noch eine Helligkeit von 12m. Um ihn dann aufzufinden, benötigt man ein größeres Teleskop.
Im Adler leuchteten auch verschiedene Novae auf, unter anderem V606 Aquilae (im Jahr 1899), V604 Aquilae (1905), V603 Aquilae (1918), V500 Aquilae (1943) und V1494 Aquilae (1999).

### Messier- und NGC-Objekte
| Messier (M) | NGC           | sonstige        | Größe | Typ                       | Name                      |
| ----------- | ------------- | --------------- | ----- | ------------------------- | ------------------------- |
|             | 6709          |                 | 6,7m  | offener Sternhaufen       |                           |
|             | 6738          |                 | 8,3m  | Asterismus                |                           |
|             | 6741          |                 | 11,5m | planetarischer Nebel      |                           |
|             | 6749          |                 | 12,4m | Kugelsternhaufen          |                           |
|             | 6751          |                 | 11,9m | planetarischer Nebel      | Glowing-Eye-Nebel         |
|             | 6755          |                 | 7,5m  | offener Sternhaufen       |                           |
|             | 6756          |                 | 10,6m | offener Sternhaufen       |                           |
|             | 6760          |                 | 9,0m  | Kugelsternhaufen          |                           |
|             | 6772          |                 | 12,7m | planetarischer Nebel      |                           |
|             | 6778 (= 6785) |                 | 12,3m | planetarischer Nebel      |                           |
|             | 6781          |                 | 11,4m | planetarischer Nebel      |                           |
|             | 6790          |                 | 10,5m | planetarischer Nebel      |                           |
|             | 6803          |                 | 11,4m | planetarischer Nebel      |                           |
|             | 6804          |                 | 12,0m | planetarischer Nebel      |                           |
|             | 6807          |                 | 12,0m | planetarischer Nebel      |                           |
|             | 6814          |                 | 11,3m | Balkenspiralgalaxie       |                           |
|             | 6852          |                 | 12,6m | planetarischer Nebel      |                           |
|             |               | Barnard 142/143 |       | Dunkelwolke               | E Nebula („Dunkle Höhle“) |
|             |               | IRAS 19024+0044 |       | präplanetarischer Nebel   |                           |
|             |               | W49B            |       | Supernovaüberrest         |                           |
|             |               | HVC 040-15      |       | Hochgeschwindigkeitswolke | Smith-Wolke               |

NGC 6709 ist ein offener Sternhaufen in 3.500 Lichtjahren Entfernung. Mit einem kleineren Teleskop sind etwa 40 Sterne sichtbar.
NGC 6749 ist mit 12,4m einer der lichtschwächsten Kugelsternhaufen des NGC-Katalogs. Um ihn sehen zu können, ist ein Teleskop von mindestens 25 cm Öffnung erforderlich.
NGC 6751 ist ein planetarischer Nebel, der etwa 6.500 Lichtjahre entfernt liegt. Da seine Erscheinung auf hochauflösenden Fotografien an eine menschliche Iris erinnert, wird er auch als Glowing-Eye-Nebel bezeichnet. Auf langbelichteten Aufnahmen zeigt er sich einschließlich des Halos mit einem Gesamtdurchmesser von etwa 40″. Der Durchmesser des visuell sichtbaren Bereiches beträgt ca. 20″. Zur Beobachtung ist ein Achtzöller erforderlich. Der Zentralstern, ein Weißer Zwerg, besitzt eine scheinbare Helligkeit von 14m.
Der Kugelsternhaufen NGC 6760 liegt etwa 25.000 Lichtjahre entfernt. Er kann mit Instrumenten ab 7 cm Öffnung als schwacher Nebelfleck gesehen werden. Erste Einzelsterne am Randbereich werden erst ab 30 cm Öffnung sichtbar.
Die planetarischen Nebel NGC 6803 und NGC 6807 sind mit Winkeldurchmesser von jeweils nur 5″ und 2″ sehr kleine Objekte und schwierig zu beobachten. Neben der genauen Kenntnis ihrer Position benötigt man eine hohe Vergrößerung, um sie von Fixsternen unterscheiden zu können.
1,5° nordwestlich von γ Aquilae liegt Barnard 142/143, umgangssprachlich auch als „Dunkle Höhle“ bekannt. Hierbei handelt es sich um eine ausgedehnte Staubwolke, die das Licht der dahinter liegenden Sterne verdunkelt. Sie kann bereits mit einem Fernglas beobachtet werden. Mit einem Durchmesser von etwa 30′ erscheint sie am Nachthimmel etwa so groß wie der Vollmond. Ihre Entfernung wird auf 2.000 Lichtjahre geschätzt.